# Copa Jujuy 2021
La Copa Jujuy 2021 fue la tercera temporada del campeonato de fútbol más importante existente en la Provincia de Jujuy, Argentina.
La disputaron los mejores 48 de 52 equipos, de las 6 Ligas Regionales existentes en esa provincia.

## Organización
La modalidad de juego será la misma que la última edición, es decir con los ocho mejores clubes de la temporada 2019 en sus respectivas ligas.
Los 8 equipos de cada liga se enfrentaran en primera fase a partido único y eliminación directa, de esta manera el mejor llegará a la gran final y recién allí se verá las caras con los representantes de otras ligas. 
Arrancarán una fase posterior, Talleres de Perico (último campeón de la Copa Jujuy), Monterrico San Vicente (campeón de la Copa Federación), Altos Hornos Zapla (se encontraba jugando el Federal A), Gimnasia y Esgrima de Jujuy (por ser parte de la Primera Nacional).
La organización del certamen estará a cargo del Gobierno de la Provincia de Jujuy, a través de la Secretaría de Deportes, y contara con el aval del Consejo Federal del Futbol Argentino. El ganador del certamen, obtendrá $300.000 y el derecho a participar en el próximo Torneo Regional Federal Amateur. Además, participara en la segunda edición de la Copa Norte, torneo disputado entre los campeones vigentes de Copa Salta y Copa Jujuy, en una serie final a doble partido.

## Formato
El torneo se disputa por eliminación directa, respectivamente, Fase preliminar y Fase final. La primera se compone de la Fase 1 y la Fase 2, y la segunda se divide en cuartos y octavos de final, semifinales y final.

### Distribución de cupos
| Liga                                             | Cupos | Fase Final | Preliminar |
| ------------------------------------------------ | ----- | ---------- | ---------- |
| Liga Quebradeña de Fútbol                        | 8     | 0          | 8          |
| Liga Jujeña de Fútbol                            | 8     | 0          | 8          |
| Liga Departamental del Fútbol de El Carmen       | 8     | 0          | 8          |
| Liga del Ramal Jujeña de Fútbol                  | 8     | 0          | 8          |
| Liga Regional Jujeña de Fútbol                   | 8     | 0          | 8          |
| Liga Puneña de Fútbol                            | 8     | 0          | 8          |
| Fase anterior                                    | –     | 12         | –          |
| Equipos en comp. AFA clasificados a Segunda fase | 4     | 4          | –          |
| Total                                            | 52    | 16         | 48         |

## Sede
La sede de la final será en el estadio 23 de Agosto de San Salvador de Jujuy, Argentina.
| Doctor Manuel Belgrano |              |
| Ciudad                 | Estadio      |
| San Salvador de Jujuy  | 23 de Agosto |
|                        |              |
| 23 000 espectadores    |              |
| Final Copa Jujuy 2021  |              |

## Equipos participantes

### Liga Quebradeña
| Equipo                               | Ciudad     | Estadio                               | Aforo |
| ------------------------------------ | ---------- | ------------------------------------- | ----- |
| Fútbol Club Bárcena Norte            | Volcán     | Estadio sin nombre                    | 100   |
| Club Atlético Defensores de Belgrano | Tilcara    | Estadio Presidente Juan Carlos Ayarde | 100   |
| Club Unión Deportiva Maimará         | Maimará    | Complejo Turístico de Maimará         | 100   |
| Club Atlético Independencia          | Humahuaca  | Estadio Municipal de Humahuaca        | 100   |
| Juventus Fútbol Club                 | Humahuaca  | Cancha de Estudiantes                 | 100   |
| Olimpia Fútbol Club                  | Maimará    | Complejo Turístico de Maimará         | 100   |
| Club Atlético Santa Rosa             | Purmamarca | Estadio de Club Atlético Santa Rosa   | 100   |
| Club Atlético Terry                  | Tilcara    | Estadio Presidente Juan Carlos Ayarde | 100   |

### Liga Jujeña
| Equipo                                         | Ciudad                | Estadio            | Aforo |
| ---------------------------------------------- | --------------------- | ------------------ | ----- |
| Club Atlético Ciudad de Nieva                  | San Salvador de Jujuy | Juan Scaro         | 100   |
| Club El Cruce                                  | San Salvador de Jujuy | Estadio La Tablada | 4000  |
| Club Atlético Cuyaya                           | San Salvador de Jujuy | Estadio La Tablada | 4000  |
| Club Atlético Gorriti                          | San Salvador de Jujuy | Fausto Tejerina    | 3000  |
| Club Deportivo Luján                           | San Salvador de Jujuy | Estadio La Tablada | 4000  |
| Club Social Deportivo y Cultural San Francisco | San Salvador de Jujuy | Estadio La Tablada | 4000  |
| Club Social Cultural y Deportivo Los Perales   | San Salvador de Jujuy | Fortín Gaucho      | 1000  |
| Asociación Atlética La Viña                    | San Salvador de Jujuy | Estadio La Tablada | 4000  |

### Liga Departamental (El Carmen)
| Equipo                                        | Ciudad       | Estadio                               | Aforo |
| --------------------------------------------- | ------------ | ------------------------------------- | ----- |
| Club Atlético El Carmen                       | El Carmen    | Estadio Club Atlético El Carmen       | 4000  |
| Club Deportivo El Carril                      | El Carril    | Complejo Municipal El Carril          | 1000  |
| Club Atlético Juventud                        | Puesto Viejo | Estadio Municipal de Puesto Viejo     | 1000  |
| Club Defensores de Monterrico                 | Monterrico   | Estadio Antonio Berruezo              | 4000  |
| Club Atlético Los Lapachos                    | Los Lapachos | Estadio Municipalidad de Los Lapachos | 100   |
| Club Deportivo Social y Cultural Pampa Blanca | Pampa Blanca | Estadio Municipalidad de Pampa Blanca | 100   |
| Club Sportivo Rivadavia                       | El Carmen    | Estadio Municipalidad de El Carmen    | 4000  |
| Club Deportivo Rosalía                        | El Carmen    | Estadio Abdon Almendra                | 4000  |

### Liga del Ramal
| Equipo                           | Ciudad             | Estadio                          | Aforo |
| -------------------------------- | ------------------ | -------------------------------- | ----- |
| Club Atlético La Esperanza       | La Esperenza       | Estadio Fernando Sembinelli      | 4000  |
| Club Deportivo y Social Parapeti | La Esperanza       | Estadio Fernando Sembinelli      | 4000  |
| Club Atlético El Polo            | San Pedro de Jujuy | Estadio Fernando Sembinelli      | 4000  |
| Club Atlético Providencia        | San Pedro de Jujuy | Estadio Fernando Sembinelli      | 4000  |
| Club Los Pumitas de Santa Clara  | Santa Clara        | Estadio Municipal de Santa Clara | 100   |
| Club Río Grande de La Mendieta   | La Mendieta        | Estadio Fernando Sembinelli      | 100   |
| Club Atlético San Pedro          | San Pedro de Jujuy | Estadio de Atlético San Pedro    | 1400  |
| Club Sociedad de Tiro y Gimnasia | San Pedro de Jujuy | Fortín del Barrio Belgrano       | 5000  |

### Liga Regional (Lib. General San Martín)
| Equipo                                       | Ciudad                        | Estadio                                 | Aforo |
| -------------------------------------------- | ----------------------------- | --------------------------------------- | ----- |
| Club Sportivo Alberdi                        | Libertador General San Martín | Estadio Ángel Lamas                     | 1500  |
| Club Sportivo Leach Caimancito               | Caimancito                    | Complejo Municipal de Caimancito        | 100   |
| Club Unión Calilegua                         | Calilegua                     | Estadio sin nombre                      | 100   |
| Club Defensores de Fraile Pintado            | Fraile Pintado                | Estadio de Defensores de Fraile Pintado | 1500  |
| Club San Francisco Bancario                  | Libertador General San Martín | Ernesto Escalante                       | 5000  |
| Centro Cultural y Deportivo Herminio Arrieta | Libertador General San Martín | Ernesto Escalante                       | 5000  |
| Club Social y Deportivo Peñarol              | Fraile Pintado                | Estadio Barrio San Cayetano             | 1000  |
| Club Atlético Defensores de Yuto             | Yuto                          | Complejo Municipal de Yuto              | 1000  |

### Liga Puneña
| Equipo                       | Ciudad         | Estadio                         | Aforo |
| ---------------------------- | -------------- | ------------------------------- | ----- |
| Club Atlético Argentino      | La Quiaca      | Estadio Centro Alto Rendimiento | 800   |
| Club Sportivo Barrio Unión   | La Quiaca      | Estadio Centro Alto Rendimiento | 800   |
| Fútbol Club Cusi Cusi        | Cusi Cusi      | Estadio sin nombre              | 100   |
| Club Sportivo Gardelitos     | La Quiaca      | Estadio Centro Alto Rendimiento | 800   |
| Club Atlético Inter          | La Quiaca      | Estadio Centro Alto Rendimiento | 800   |
| Club Sportivo Libertad       | La Quiaca      | Estadio Centro Alto Rendimiento | 800   |
| Club Santa Catalina          | Santa Catalina | Estadio sin nombre              | 100   |
| Club Gimnasia y Tiro de Yavi | Yavi           | Estadio Centro Alto Rendimiento | 800   |

### Clubes clasificados directamente a la siguiente fase
| Equipo                               | Ciudad                | Estadio                      | Aforo | Forma de clasificación                               |
| ------------------------------------ | --------------------- | ---------------------------- | ----- | ---------------------------------------------------- |
| Club Atlético Talleres               | Perico                | Estadio Doctor Plinio Zabala | 6000  | Campeón Copa Jujuy 2019                              |
| Club Atlético Monterrico San Vicente | Monterrico            | Estadio Antonio Berruezo     | 4000  | Campeón Copa Federación (Jujuy) 2019                 |
| Club Altos Hornos Zapla              | Palpalá               | Estadio Emilio Fabrizzi      | 20000 | Clasificado como participante del Torneo Federal A   |
| Club Atlético Gimnasia y Esgrima     | San Salvador de Jujuy | Estadio 23 de Agosto         | 23000 | Clasificado como participante de la Primera Nacional |

## Fase preliminar
Por cada Liga participarán ocho clubes numerados del uno al ocho de acuerdo a su ubicación en las respectivas tablas de posiciones del campeonato 2019. En esta fase preliminar se enfrentarán a un solo partido de 90 minutos, divididos en dos tiempos de 45 minutos cada uno, no habrá alargue y en el caso de empate, se definirá por penales de acuerdo a la reglamentación vigente. En cancha neutral dispuesta por la Comisión Organizadora del Torneo.

## Fase final
Participaran los 2 equipos clasificados de cada liga, 4 equipos invitados: Monterrico San Vicente (campeón de Copa Federación 2019), Atlético Talleres (campeón Copa Jujuy 2019), Altos Hornos Zapla (representante en el Torneo Federal A 2018-19) y Gimnasia y Esgrima (representante jujeño en el Torneo de Primera B Nacional. Siendo una totalidad de 16 los equipos participantes, Fase que se disputará por eliminación directa a un solo partido.
El sorteo de los cruces para la Fase Final se realizará, una vez jugada la 4.ª fecha de la Primera Fase. 

### Octavos de final
Esta fase la disputarán los 16 equipos clasificados de los dieciseisavos de final. Se enfrentarán entre el 2 y 24 de junio de 2021 a partido único, clasificarán 8 equipos a los cuartos de final.
| Fecha       | Estadio                       | Local                     | Resultado     | Visita                 | Llave      |
| ----------- | ----------------------------- | ------------------------- | ------------- | ---------------------- | ---------- |
| 3 de junio  | Presidente Juan Carlos Ayarde | Atlético Terry            | 0 - 3         | Gimnasia y Esgrima (J) | Zona Norte |
| 9 de junio  | La Tablada                    | Deportivo Luján           | 0 - 8         | Atlético Talleres (P)  | Zona Norte |
| 24 de junio | Gimnasia y Tiro de Yavi       | Gimnasia y Tiro de Yavi   | 2 - 3         | Juventus FC            | Zona Norte |
| 7 de julio  | La Tablada                    | Deportivo Los Perales     | 6 - 3         | Sportivo Gardelitos    | Zona Norte |
| 2 de junio  | Atlético El Carmen            | Atlético El Carmen        | (5) 1 - 1 (6) | Monterrico San Vicente | Zona Sur   |
| 10 de junio | Fortín del Barrio Belgrano    | Río Grande de La Mendieta | 0 - 1         | Altos Hornos Zapla     | Zona Sur   |
| 30 de junio | Fortín del Barrio Belgrano    | Atlético El Polo          | 2 - 1         | Defensores de Yuto     | Zona Sur   |
| 24 de junio | Ángel Lamas                   | Sportivo Alberdi          | 4 - 0         | Deportivo Pampa Blanca | Zona Sur   |

### Cuartos de final
Esta fase la disputarán los 8 equipos clasificados de los octavos de final. Se enfrentarán entre el 11 de agosto y el 1 de septiembre de 2021 a partido único, clasificarán 4 equipos a las semifinales.
| Fecha           | Estadio         | Local                 | Resultado     | Visita                 | Llave      |
| --------------- | --------------- | --------------------- | ------------- | ---------------------- | ---------- |
| 25 de agosto    | La Tablada      | Atlético Talleres (P) | 1 - 2         | Gimnasia y Esgrima (J) | Zona Norte |
| 1 de septiembre | La Tablada      | Deportivo Los Perales | 1 - 0         | Juventus FC            | Zona Norte |
| 11 de agosto    | Emilio Fabrizzi | Altos Hornos Zapla    | 2 - 0         | Monterrico San Vicente | Zona Sur   |
| 18 de agosto    | Ángel Lamas     | Sportivo Alberdi      | (4) 1 - 1 (2) | Atlético El Polo       | Zona Sur   |

### Semifinales
Esta fase la disputarán los 4 equipos clasificados de los cuartos de final. Se enfrentarán entre el 19 de septiembre y 1 de octubre de 2021 a partido único en estadio neutral, clasificarán 2 equipos a la final.
| Fecha            | Estadio      | Local                  | Resultado     | Visita                | Llave      |
| ---------------- | ------------ | ---------------------- | ------------- | --------------------- | ---------- |
| 1 de octubre     | 23 de Agosto | Gimnasia y Esgrima (J) | 3 - 1         | Deportivo Los Perales | Zona Norte |
| 19 de septiembre | Ángel Lamas  | Sportivo Alberdi       | (5) 0 - 0 (4) | Altos Hornos Zapla    | Zona Sur   |

### Tercer puesto
El tercer puesto la disputarán los 2 equipos eliminados de las semifinales. Se enfrentarán el 15 de octubre de 2021 a partido único en estadio neutral. El ganador se queda con el bronce.
| Fecha         | Estadio    | Equipo 1           | Resultado     | Equipo 2              |
| ------------- | ---------- | ------------------ | ------------- | --------------------- |
| 15 de octubre | La Tablada | Altos Hornos Zapla | (4) 2 - 2 (3) | Deportivo Los Perales |

### Final
La final la disputarán los 2 equipos clasificados de las semifinales. Se enfrentarán el 17 de octubre de 2021 a partido único en estadio neutral. El ganador se consagrará campeón y clasifica al Torneo Regional Federal Amateur 2021.
| Fecha         | Estadio      | Equipo 1               | Resultado | Equipo 2         |
| ------------- | ------------ | ---------------------- | --------- | ---------------- |
| 17 de octubre | 23 de Agosto | Gimnasia y Esgrima (J) | 3 - 2     | Sportivo Alberdi |

|                                           |
| Bandera de la Provincia de Jujuy          |
| Campeón Gimnasia y Esgrima (J) 1.° título |

## Goleadores
| Jugador | Equipo | Goles |
| ------- | ------ | ----- |
|         |        |       |
|         |        |       |
|         |        |       |